# Pimpla croceiventris
Pimpla croceiventris är en stekelart som först beskrevs av Cresson 1868.  Pimpla croceiventris ingår i släktet Pimpla och familjen brokparasitsteklar. Inga underarter finns listade i Catalogue of Life.